# Robert Pashley

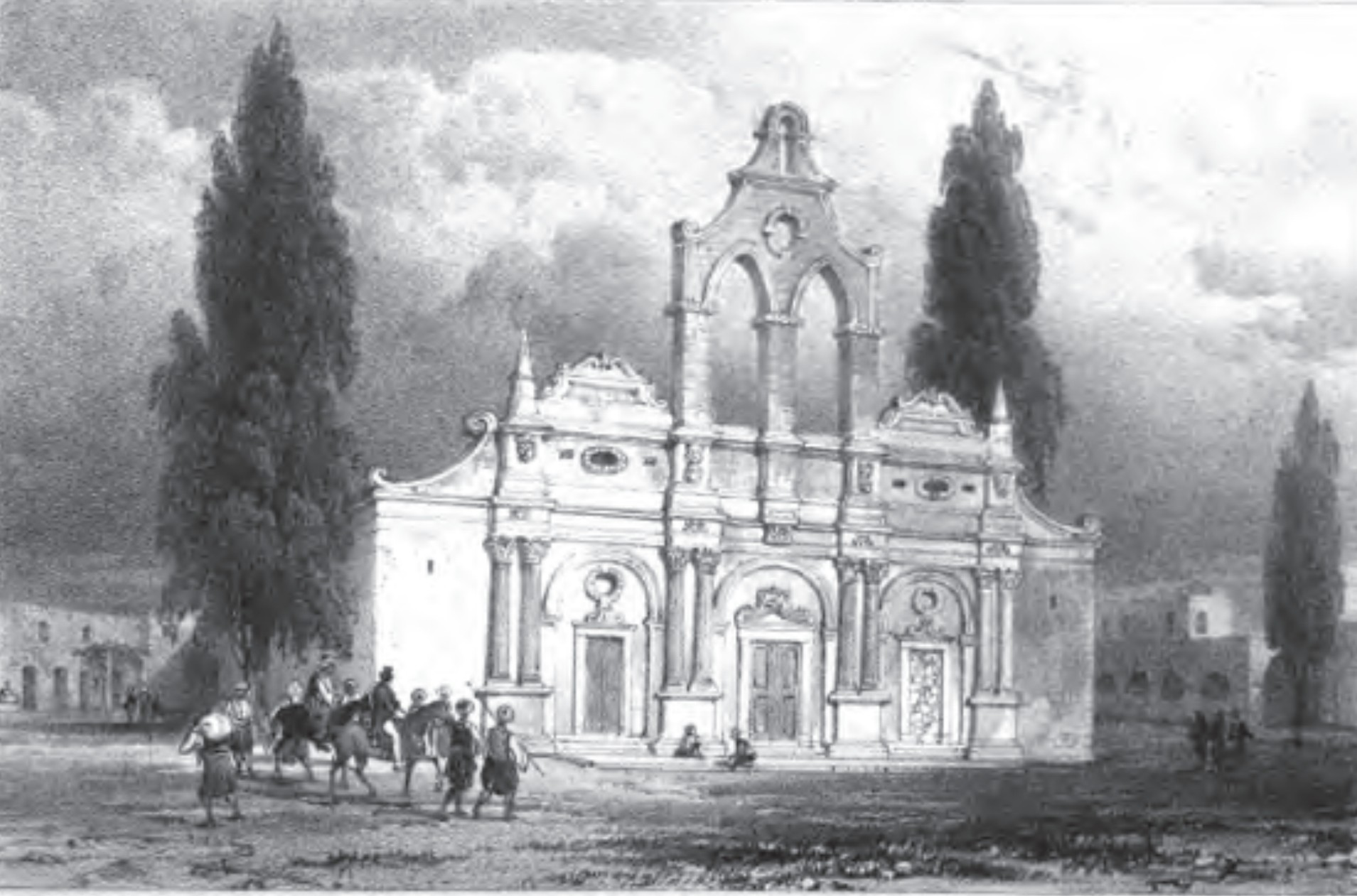
O mosteiro de Arcádi numa ilustração do Viagens em Creta.

Robert Pashley (Iorque, 1805 - 1859) foi um viajante e homem da lei britânica. Estudou filologia clássica e matemática no Trinity College, em Cambridge, a partir de 1825. Depois de compilar toda a documentação possível de escritos antigos, medievais e modernos da ilha de Creta, realizou em 1834-1835 uma viagem à Grécia, Ásia Menor e Creta; mais tarde, em 1837, publicaria um relato dessa viagem em dois volumes chamado "Viagens em Creta". Durante os quatro meses de sua estadia em Creta, identificou importantes localidades históricas, especialmente Cnossos. No entanto, estava convencido que os sítios que descreveu em seu livro são ruínas greco-romanas, sendo incapaz de imaginar que fossem evidências de outra civilização. Seu livro também descreve a vida em Creta, no momento de sua viagem.
Pashley, eventualmente, levou uma carreira de advogado, até sua morte em 1859. Foi enterrado no Cemitério de Kensal Green, em Londres.

## Obras
- Viagens em Creta, 1837
- Pauperismo e leis pobres, 1852